# Hikihera
Hikihera är en ö i Maldiverna.   Den ligger i administrativa atollen Seenu Atholhu, i den södra delen av landet. På ön finns skog.